# La Bastide-de-Besplas
 La Bastide-de-Besplas  là một xã ở tỉnh Ariège, thuộc vùng Occitanie ở phía tây nam nước Pháp.
Cư dân trong xã được gọi là Besplasois hoặc Besplasoises

## Địa lý
La Bastide-de-Besplas là một xã trong thị trấn Bastide cũ ở Massif de Plantaurel cách Toulouse khoảng 50 km về phía nam về phía tây nam và 20 km về phía tây về phía tây bắc của Pamiers. Cả ranh giới phía bắc và phía nam của xã đều là ranh giới tỉnh với Haute-Garonne. Di chuyển vào đây bằng đường D628 từ Montesquieu-Volvestre ở phía tây bắc, đi qua trung tâm xã và làng và tiếp tục đi về phía đông nam đến Daumazan-sur-Arize. Đường D326 tách khỏi đường D628 trong xã và đi về phía bắc nhập vào đường D408 ở phía bắc xã. Xã chủ yếu là đất nông nghiệp xen kẽ với một số rừng.
Sông Arize chảy qua trung tâm xã và ngôi làng chảy từ hướng đông nam đến tây bắc, nơi nó tiếp tục nhập vào sông Garonne tại Carbonne . Suối TaiVades bắt nguồn từ phía bắc xã và chảy theo hướng Tây Bắc tạo thành một phần ranh giới phía bắc trước khi nhập vào sông Arize trên ranh giới xã. Ruisseau de Bergou tạo thành biên giới phía đông nam khi nó chảy theo hướng tây nam để nhập vào sông Arize. Ruisseau d'Argain tạo thành ranh giới phía nam của xã khi nó chảy về phía đông để nhập vào sông Arize tại xã Daumazan-sur-Arize .